# Tehama
Tehama é uma cidade localizada no estado americano da Califórnia, no condado de Tehama. Foi incorporada em 5 de julho de 1906.

## Geografia
De acordo com o United States Census Bureau, a cidade tem uma área de 2 km², onde todos os 2 km² estão cobertos por terra.

### Localidades na vizinhança
O diagrama seguinte representa as localidades num raio de 32 km ao redor de Tehama.

## Demografia
Segundo o censo nacional de 2010, a sua população é de 418 habitantes e sua densidade populacional é de 204,29 hab/km². É a cidade menos populosa do condado de Tehama e a que, em 10 anos, teve a maior redução populacional. Possui 195 residências, que resulta em uma densidade de 95,30 residências/km².